# Estación Juan Blaquier
Juan José Blaquier era el nombre que recibía una estación de ferrocarril ubicada en el paraje rural del mismo nombre, partido de Saladillo, provincia de Buenos Aires, Argentina.

## Servicios
La estación era intermedia del otrora Ferrocarril Provincial de Buenos Aires para los servicios interurbanos y también de carga hacia y desde La Plata, Loma Negra y Azul. No opera servicios desde 1968.